# Serbie au Concours Eurovision de la chanson 2021
 (février 2025).
Motif : À la suite de Discussion:France au Concours Eurovision de la chanson 2025/Admissibilité : absence de source secondaire centrée sur la durée, sources wiki, bloguesques ou non indépendantes qui ne sont pas recevables pour démontrer l'admissibilité et doublons partiels avec  Concours Eurovision de la chanson 2021 et Serbie au Concours Eurovision de la chanson : viser une synthèse encyclopédique de tous ces articles au lieu de les multiplier.
- Archive Wikiwix
- Bing
- Cairn
- DuckDuckGo
- E. Universalis
- Gallica
- Google
- G. Books
- G. News
- G. Scholar
- Persée
- Qwant
- (zh) Baidu
- (ru) Yandex
- (wd) trouver des œuvres sur Wikidata

| 1. | Préciser le motif de la pose du bandeau. | Précisez le motif de la pose du bandeau en utilisant la syntaxe suivante : {{admissibilité à vérifier\|date=mars 2025\|motif=remplacez ce texte par le motif}}                                                        |
| 2. | Informer les utilisateurs concernés.     | Pensez à avertir le créateur de l'article, par exemple, en insérant le code ci-dessous sur sa page de discussion : {{subst:avertissement admissibilité à vérifier\|Serbie au Concours Eurovision de la chanson 2021}} |

La Serbie est l'un des trente-neuf pays participants du Concours Eurovision de la chanson 2021, qui se déroule à Rotterdam aux Pays-Bas. Le pays est représenté par le groupe Hurricane et leur chanson  Loco Loco, sélectionnées en interne par le diffuseur serbe RTS. Le pays se classe 15e avec 102 points lors de la finale.

## Sélection
Le diffuseur serbe RTS confirme sa participation à l'Eurovision 2021 le 31 août 2020. Le 17 décembre 2020, le diffuseur annonce que le groupe Hurricane, sélectionné pour représenter le pays à l'Eurovision 2020 avant son annulation, est reconduit dans son rôle de représentant. Leur chanson, intitulée Loco Loco, est présentée le 5 mars 2021.

## À l'Eurovision
La Serbie participe à la deuxième demi-finale du 20 mai 2021. Elle s'y classe 8e avec 124 points, se qualifiant donc pour la finale. Lors de celle-ci, elle termine à la 15e place avec 102 points.